# Ferenčak
Ferenčak je priimek v Sloveniji, ki ga je po podatkih Statističnega urada Republike Slovenije na dan 1. januarja 2010 uporabljalo 291 oseb in je med vsemi priimki po pogostosti uporabe uvrščen na 1.363. mesto.

## Znani nosilci priimka
- Aleksander Ferenčak, zdravnik, vodja bolnice SNVZ
- Dušan Ferenčak (*1962), veteran vojne za Slovenijo
- Lenča Ferenčak (1941-2015), igralka
- Robert Ferenčak, športni strelec
- Rok Ferenčak (*1990), pevec tenorist (Slovenski oktet)
- Rudolf Ferenčak, podpolkovnik SNVZ, oficir za zvezo z nemškim poveljstvom
- Štefan Ferenčak (1940-2020), teolog, muzikolog in pedagog
- Tanja Ferenčak, veterinarka, vodja Zavetišča Ljubljana
- Urban Ferenčak (*1992), kolesar